# Halieutichthys bispinosus
Halieutichthys bispinosus is een straalvinnige vissensoort uit de familie van de vleermuisvissen (Ogcocephalidae). De wetenschappelijke naam van de soort is voor het eerst geldig gepubliceerd in 2010 door Ho, Chakrabarty & Sparks.